# Juana Méndez
Juana Méndez (en francés: Ouanaminthe; en criollo haitiano: Wanament) es una comuna haitiana situada en el distrito homónimo, del departamento de Noreste. Está situada en la frontera con la República Dominicana, siendo esta ciudad una de las más importantes en el comercio transfronterizo.

## Toponimia
Su nombre procede de Juana Méndez, una negra exesclava, esposa del comerciante blanco Pablo Báez (quien fue alcalde de Azua de Compostela) y madre de Buenaventura Báez, el primer presidente mulato de la República Dominicana. 

## Geografía
Se encuentra frente a la ciudad dominicana de Dajabón, separada de esta por el río Masacre.

## Demografía
| Gráfica de evolución demográfica de Juana Méndez entre 2009 y 2015 |
|                                                                    |

Los datos demográficos contemplados en este gráfico de la comuna de Juana Méndez son estimaciones que se han cogido de 2009 a 2015 de la página del Instituto Haitiano de Estadística e Informática (IHSI). 

## Historia
En enero de 1792, durante las revoluciones francesa y haitiana, el negro exesclavo Jean-François Papillon capturó a la ciudad.
Pasó a ser comuna en 1807.

## Secciones
Está formado por las secciones de:
- Haut Maribahoux (que abarca la villa de Juana Méndez)
- Acul des Pins
- Savane Longue
- Savane au Lait
- Gens de Nantes

## Economía

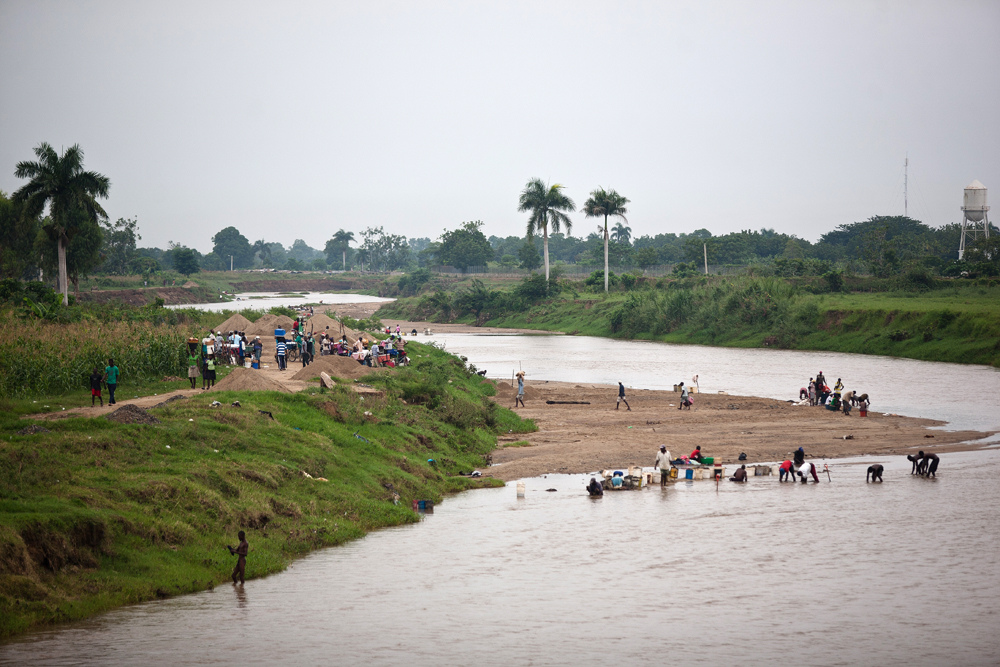
Haitianos a orillas del río Dajabón, en la frontera entre Haití y la República Dominicana.

La economía local se basa principalmente en el comercio y contrabando hacia la República Dominicana.
También es importante la apicultura y la agricultura; siendo el tabaco y el pistacho los principales cultivos.
Está prevista la creación de una zona franca, algo que los agricultores ven con preocupación debido a la amenaza que representaría la industrialización para sus tierras.[cita requerida]

## Educación
Juana Méndez posee pocas escuelas primarias, perteneciendo la mayoría a instituciones religiosas.
Además hay 10 colegios secundarios, un liceo, una escuela pública y una universidad especializada en leyes.

## Personas célebres
Algunas de las personas más conocidas de esta ciudad son:
- Jean Alfred, exdiputado de la ciudad canadiense de Quebec.
- Jean-Baptiste Bernard Viénot de Vaublanc, oficial de la Armada Francesa.